# Abdalazize II ibne Amade II
Abu Faris Abdalazize ibne Amade (em árabe: أبو فارس عبد العزيز إبن أحمد; romaniz.: Abu Faris Abd al-Aziz ibn Ahmad) foi o sultão do Império Merínida de 1393 a 1396. Sucedeu Abu Alabás Amade Almostancir em 1393. Durante seu governo, o estado foi efetivamente governado pelo vizir. Foi sucedido por seu irmão Abuçaíde Otomão III em 1398.